# Philcoxia minensis
Philcoxia minensis är en grobladsväxtart som beskrevs av V.C. Souza och A.M. Giulietti. Philcoxia minensis ingår i släktet Philcoxia och familjen grobladsväxter. Inga underarter finns listade i Catalogue of Life.